# Metro de Shanghai
El Metro de Xangai (en xinès: 上海轨道交通, pinyin: Shànghǎi Guǐdào Jiāotōng) és un sistema de transport ferroviari metropolità de la ciutat xinesa de Xangai. Va iniciar el seu funcionament en 1993 i el desembre de 2018 comptava amb 676 km de longitud, 16 línies i 413 estacions en total. Dona servei a aproximadament a 9,69 milions de persones diàriament (any 2017). La xarxa és propietat del Govern Municipal de Shanghai, i totes les línies són operades per l'empresa Shanghai Shentong Metre Group Co, empresa subsidiària de l'empresa pública Shanghai Jiushi Group Co (amb un 66,57 % de participació).

## Història

Evolució del sistema.

El metro de Shanghai va ser el tercer metro a la Xina, després dels de Pequín i Tianjin i la seva construcció va començar el 1990. El primer trajecte, entre la Estació de Shanghai i el Parc Jinjiang, va ser inaugurat el 28 de maig de 1993.
El 28 d'octubre de 1999 es va posar en funcionament el primer trajecte de la línia 2, entre el Parc Zhongshan i el Parc d'Alta-tecnologia de Zhangjiang. El 26 de desembre de 2000 es va obrir la línia 3 entre l'Estació del Sud i Vila Jiangwan.
La línia 5 es va obrir el 25 de novembre de 2003, el 28 de desembre de 2004 es va ampliar la línia 1 pel nord fins a Gongfu Xincun i el 31 de desembre de 2005 es va posar en marxa la línia 4, amb els nous trams Carrer Baoshan - Carrer Lancun i Carrer Damuqiao - Carrer Yishan (el trajecte Carrer Hongqiao - Carrer Baoshan que comparteix amb la línia 3).
El desembre de 2006 es van obrir dos trams: l'ampliació de la línia 2 per l'oest fins al Carrer Songhong i la de la línia 3 pel nord fins al Carrer Jiangyang Nord.
El 29 de desembre de 2007 es va finalitzar un ambiciós projecte d'ampliació del metro: tres noves línies es van obrir al públic, les línies 6, 8 i 9, es va acabar la línia 4 amb el trajecte Carrer Lancun - Carrer Danmuqiao (quedant així com una línia circular) i es va ampliar la línia 1 pel nord fins al Carrer Fujin. El 2008 només es va ampliar la línia 9 del Carrer Guilin al Carrer Yishan (28 de desembre). El 5 de juliol de 2009 es va acabar la prolongació de la línia 8 del Carrer Yaohua al Museu Aeroespacial (Autopista Shendu ara).
Amb motiu de la Expo 2010 que es va celebrar en aquesta ciutat, l'Ajuntament de Shanghai va projectar una gran ampliació del metro, per poder servir de transport eficaç als milions de visitants que van visitar la Expo. Al desembre de 2009 es van inaugurar les línies 7 i 11, i es va ampliar la línia 9 (amb el trajecte Carrer Yishan - Av. del Segle). Entre febrer i abril de 2010 es van obrir els següents trams: de la línia 2 Parc Alta-tecnologia de Zhangjiang - Aeroport Internacional de Pudong, per l'est, i Carrer Songhong - Xujing Orient, per l'oest, de la línia 9 Av. del Segle - Carrer Yanggao Mig, de la línia 11 la branca Jiading Xincheng - Anting i es va inaugurar la línia 10. Finalment, es va obrir al públic el 20 d'abril la curta línia 13 que es trobava dins del recinte de la Expo, planejada per donar servei als visitants de la mateixa.
Després de l'Expo, es van obrir aquestes extensions: línia 7 al Llac Meilan i línia 10 a l'Aeroport de Hongqiao i l'Estació de Hongqiao a finals de 2010, línia 6 al Centre d'Esports Oriental el 2011, línia 9 a l'Estació del Sud de Songjiang el 2012 i a Caolu el 2017, línia 11 a Carrer Luoshan en 2013 i al Disney Resort en 2016, i línia 5 a Fengxian Xincheng el 2018. Diverses estacions també es van obrir durant aquests anys.
El 16 d'octubre de 2013, amb l'extensió de la línia 11 a Kunshan de Suzhou, província de Jiangsu, el Metro de Shanghai es va convertir en el primer sistema de trànsit ràpid a la Xina que proporcionava un servei interprovincial i el segon metro interurbà després del Metro de Guangfo (entre Cantó i Foshan). S'estan revisant altres plans per connectar el Metro de Shanghai amb el Metro de Suzhou. Es preveu que la primera línia que connectarà la línia 11 del Metro de Shanghai amb la línia 3 del Metro de Suzhou es completarà el 2023.
Des de 2012, també es van obrir diverses noves línies: les línies 12 i 13 a través de la ciutat, la línia 16 a Huinan i Llac Dishui, la línia 17 a Qingpu, Zhujiajiao i Terres Orientals i la línia Pujiang (APM) a la vila Pujiang, districte de Minhang.
Aquestes noves línies i extensió estan en construcció i programades per obrir el 2021: la línia 10 a Waigaoqiao, la línia 14 (Fengbang - Jinqiao), la línia 15 (Gucun - Zizhu) i la línia 18 (Songnan - Hangtou). Quan tots aquests projectes s'obrin, el Metro de Shanghai tindrà una xarxa en funcionament de més de 800 quilòmetres.

## Línies
Al desembre de 2018 el metro de Shanghai comptava amb 676 km de longitud, 16 línies i 413 estacions en total. Les línies són les següents:
| Línia   | Trajecte                                                           | Inauguració | Longitud(km) | Estacions |
| ------- | ------------------------------------------------------------------ | ----------- | ------------ | --------- |
| 1       | Carrer Fujin – Xinzhuang                                           | 1993        | 36,4         | 28        |
| 2       | Xujing Aquest – Aeroport Internacional de Pudong                   | 1999        | 63,8         | 30        |
| 3       | Estació del Sud de Shanghai – Carrer Jiangyang Nord*               | 2000        | 40,3         | 29        |
| 4       | Línia circular*                                                    | 2005        | 33,7         | 26        |
| 5       | Xinzhuang – Fengxian Xincheng / Zona de Desenvolupament de Minhang | 2003        | 32,7         | 19        |
| 6       | Carrer Gangcheng – Centro d'Esports Oriental                       | 2007        | 32,3         | 28        |
| 7       | Llac Meilan – Carrer Huamu                                         | 2009        | 44,2         | 33        |
| 8       | Carrer Shiguang – Autopista Shendu                                 | 2007        | 37,4         | 30        |
| 9       | Estació del Sud de Songjiang – Caolu                               | 2007        | 63,8         | 35        |
| 10      | Xinjiangwancheng – Estació de Hongqiao / Carrer Hangzhong          | 2010        | 35,4         | 31        |
| 11      | Disney Resort – Jiading Nord / Huaqiao                             | 2009        | 82,4         | 38        |
| 12      | Carrer Qixin – Carrer Jinhai                                       | 2013        | 40,4         | 32        |
| 13      | Carrer Jinyun – Carrer Zhangjiang                                  | 2010*/2012  | 38,8         | 31        |
| 16      | Carrer Longyang – Llac Dishui                                      | 2013        | 59,0         | 13        |
| 17      | Estació de Hongqiao – Terres Orientals                             | 2017        | 35,3         | 13        |
| Pujiang | Autopista Shendu – Carrer Huizhen                                  | 2018        | 6,7          | 6         |
| TOTAL   | TOTAL                                                              | TOTAL       | 676          | 413       |

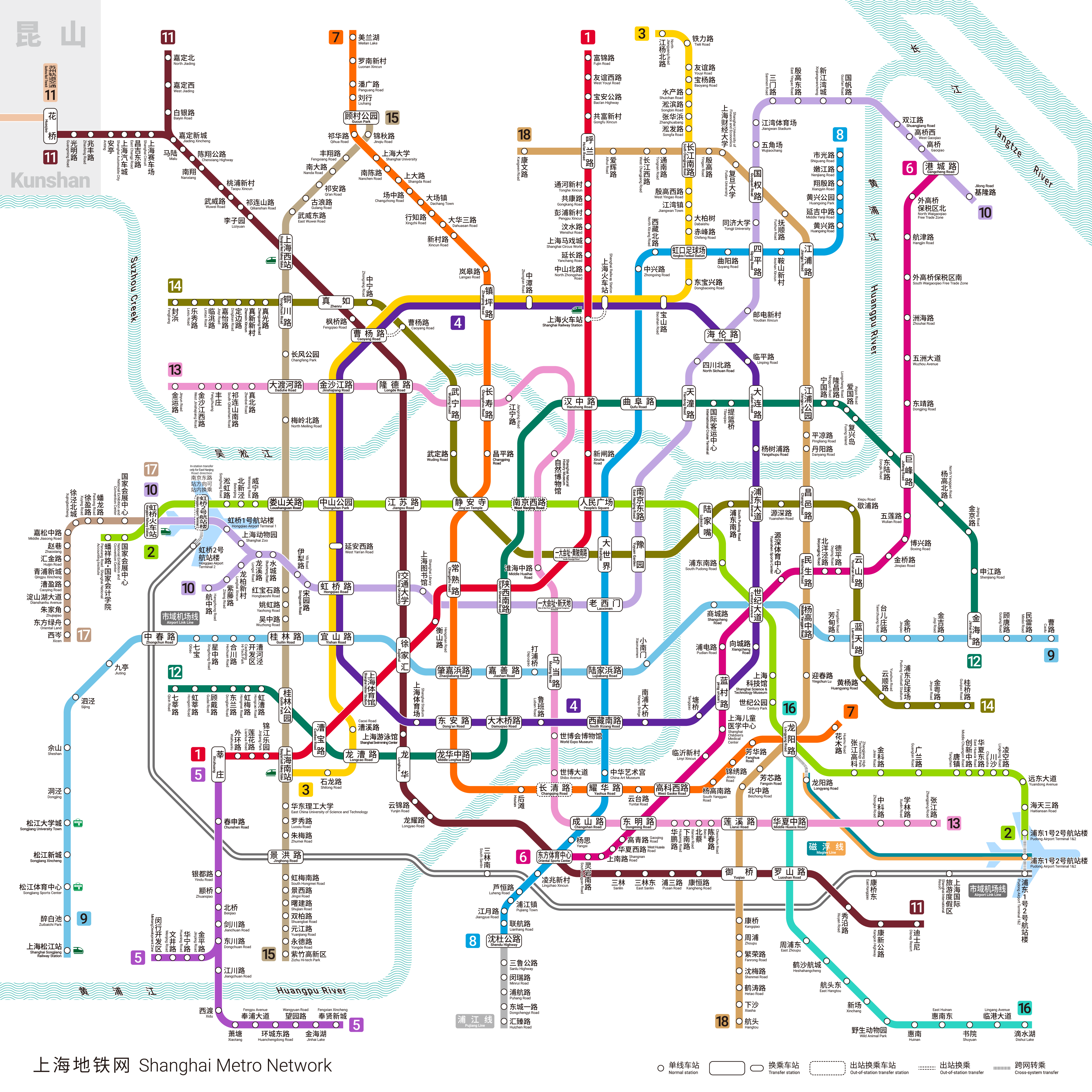
Metro de Shanghai

- () – Aquestes dues línies comparteixen 9 estacions i 11,9 km de recorregut entre les estacions del Carrer Baoshan i Carrer Hongqiao.
- (*) – Aquesta nova línia es troba dins del recinte de la Expo 2010 i donava servei gratuït entre maig i octubre de 2010 als visitants i treballadors de la Expo.

## Imatges

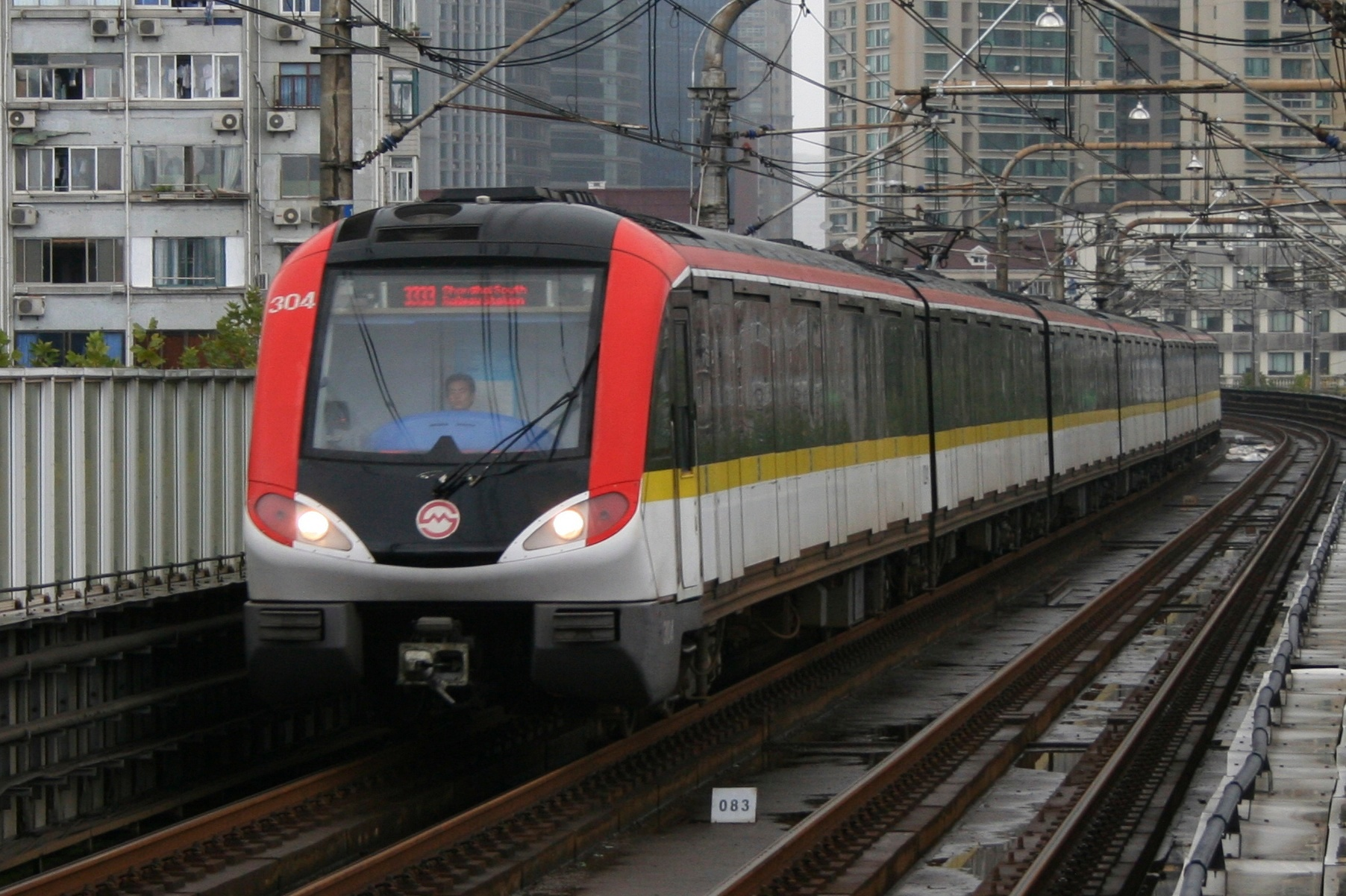
Tren de la Línea 3 del Metro de Xangai.
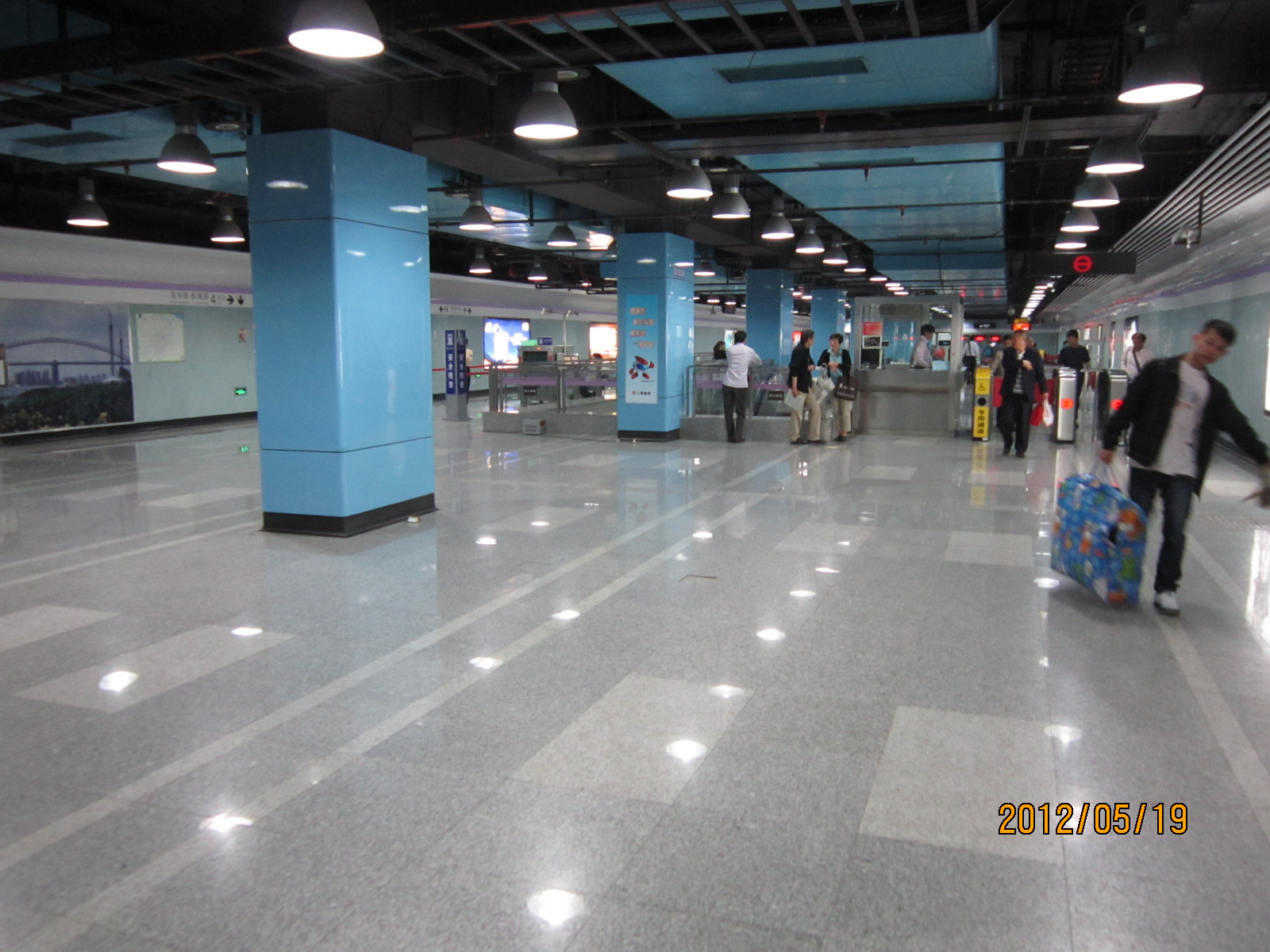
Estació del Carrer Hangzhong de la Línea 10 del Metro de Xangai.
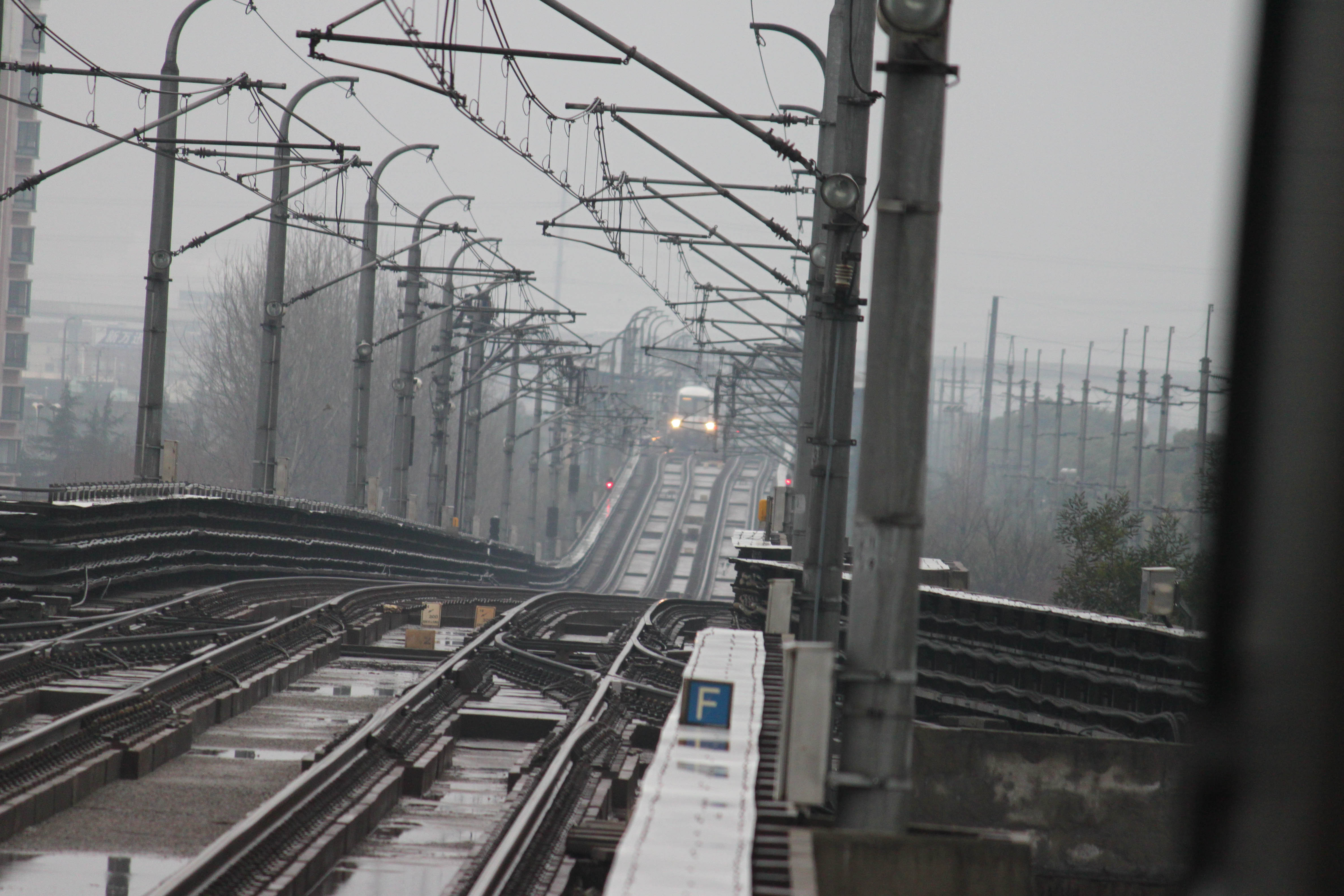
Traçat de la Línea 5 del Metro de Xangai prop de l'estació del Carrer Dongchuan.
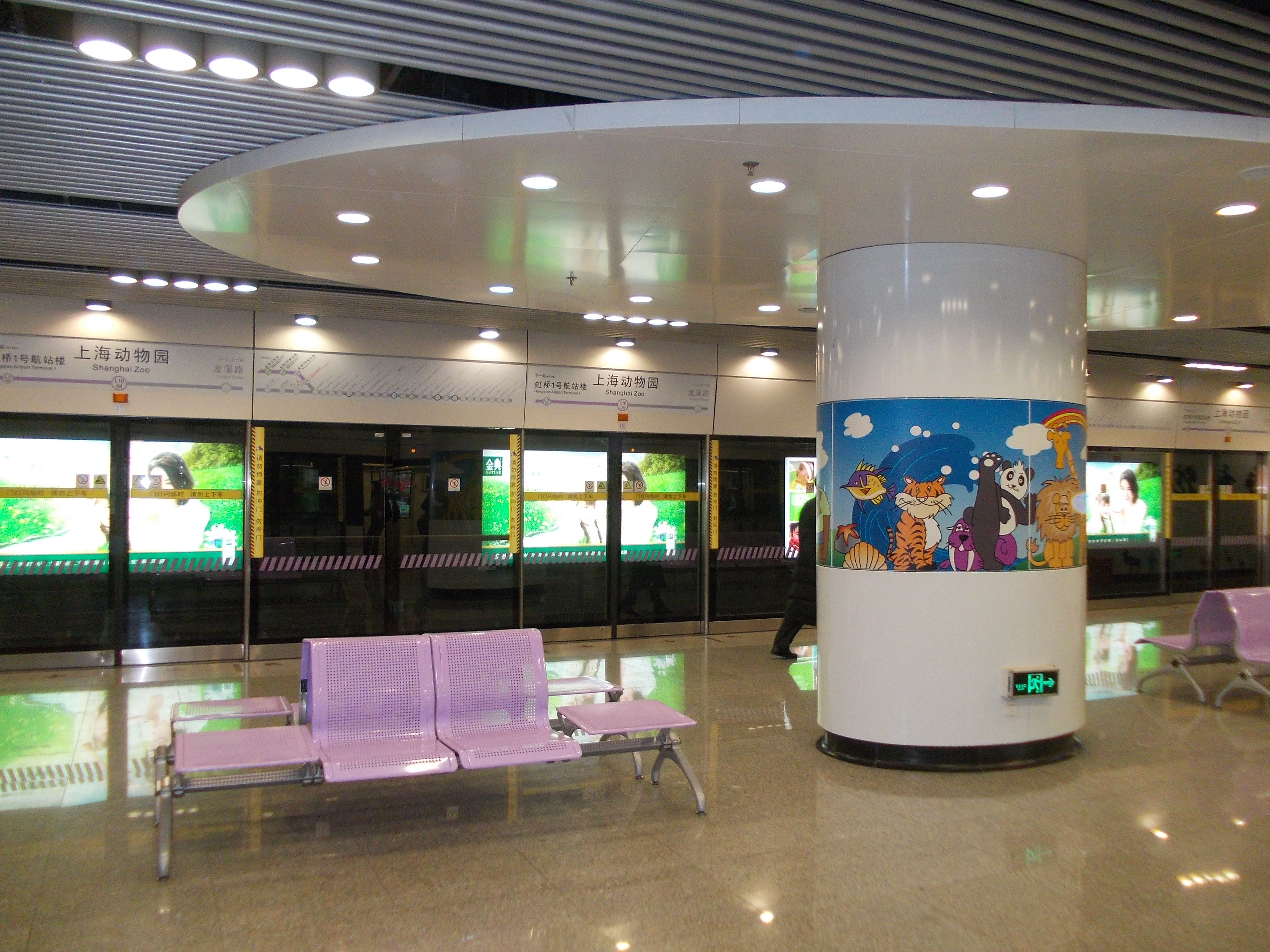
Estació del Zoològic de Xangai de la línia 10.
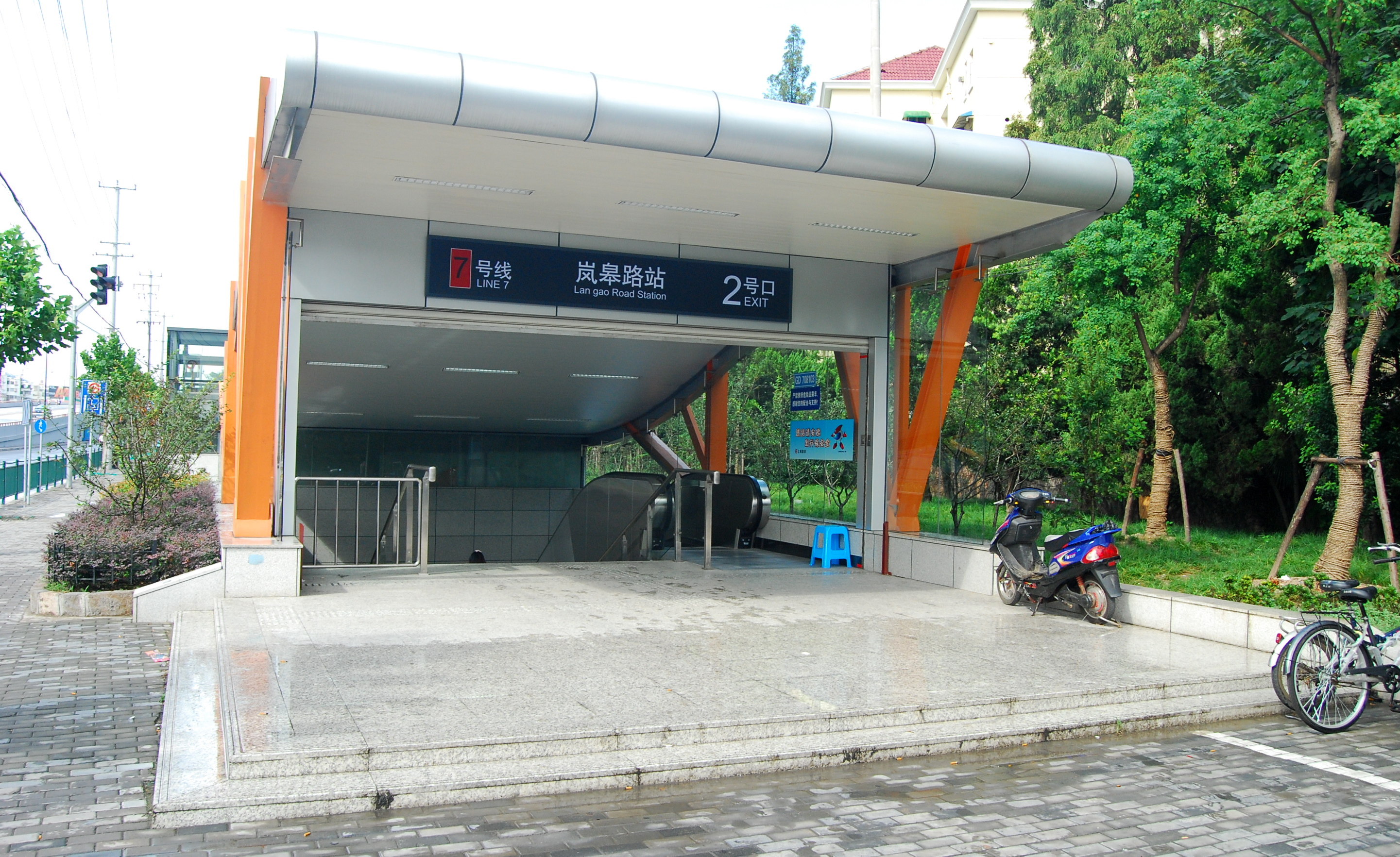
Sortida de l'estació del Carrer Langao de la Línea 7 del Metro de Xangai.
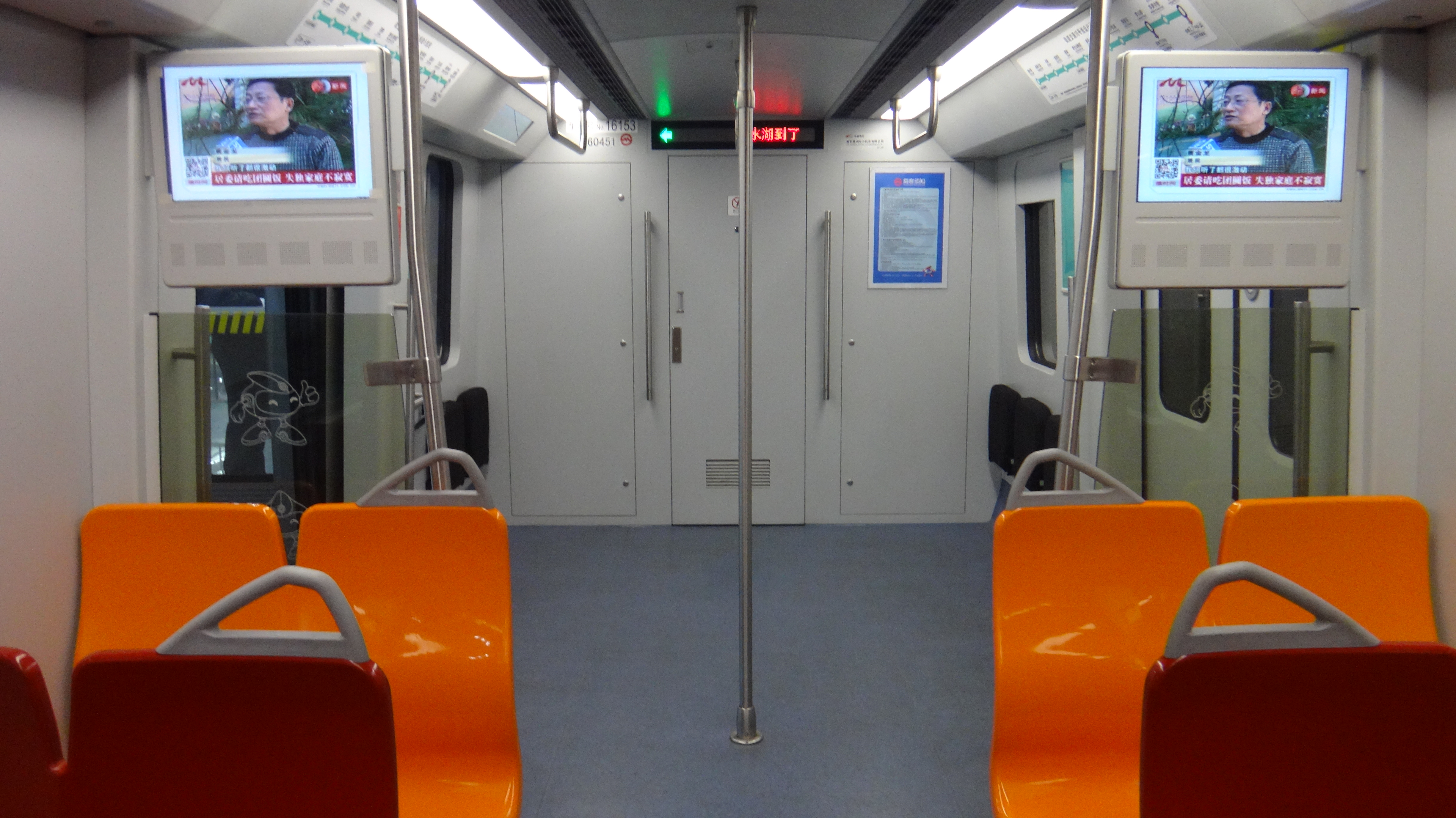
Interior d'un tren de la Línea 16 del Metro de Xangai.